# Castelo Mennechet
O Château Mennechet é um castelo histórico em Chiry-Ourscamp, Oise, Hauts-de-France, na França. Foi concluído na segunda metade do século XIX para Alphonse Mennechet de Barival. O castelo ficou vazio logo após a Segunda Guerra Mundial. As ruínas estão listadas como um monumento histórico oficial desde 2011.

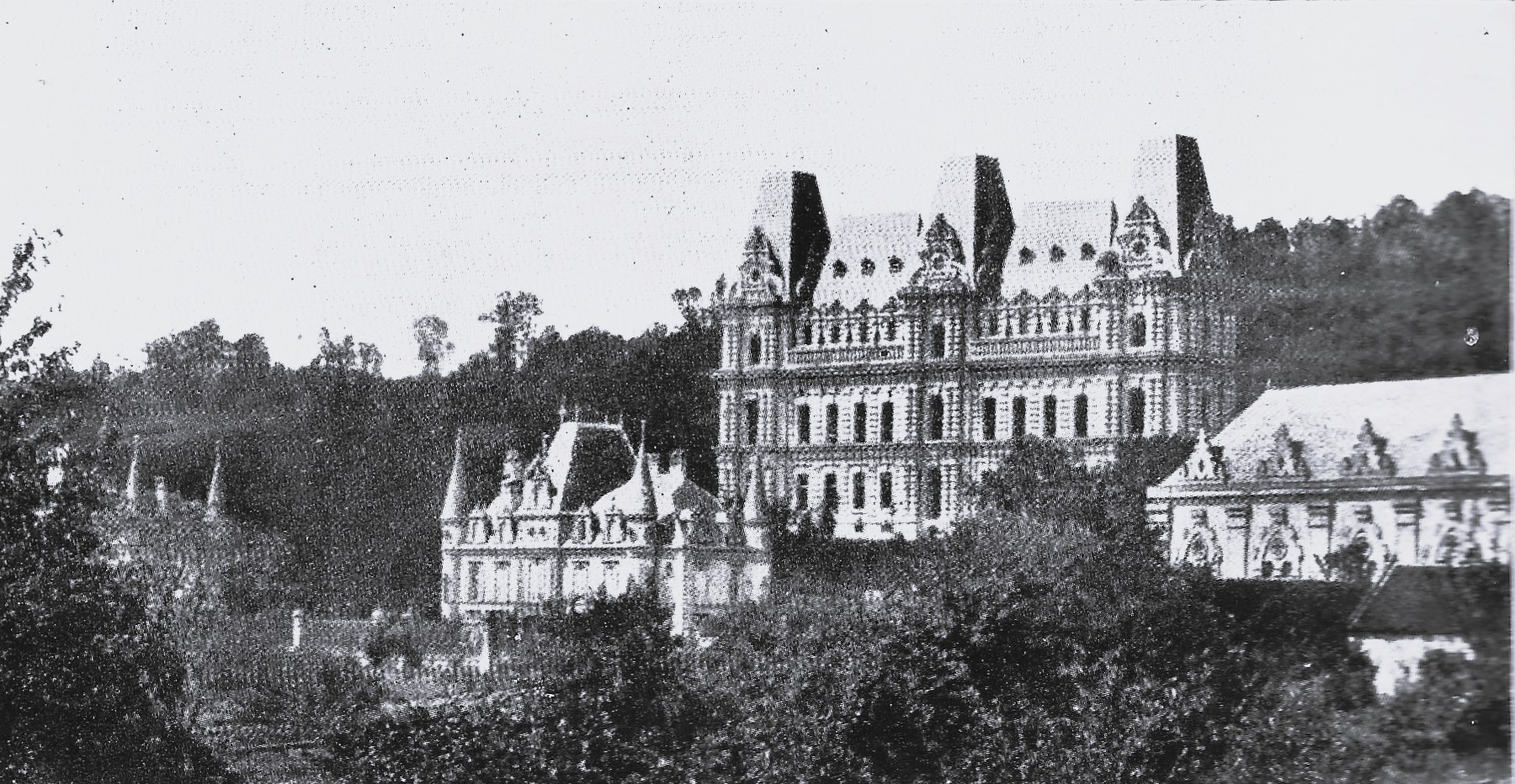
antes 1919

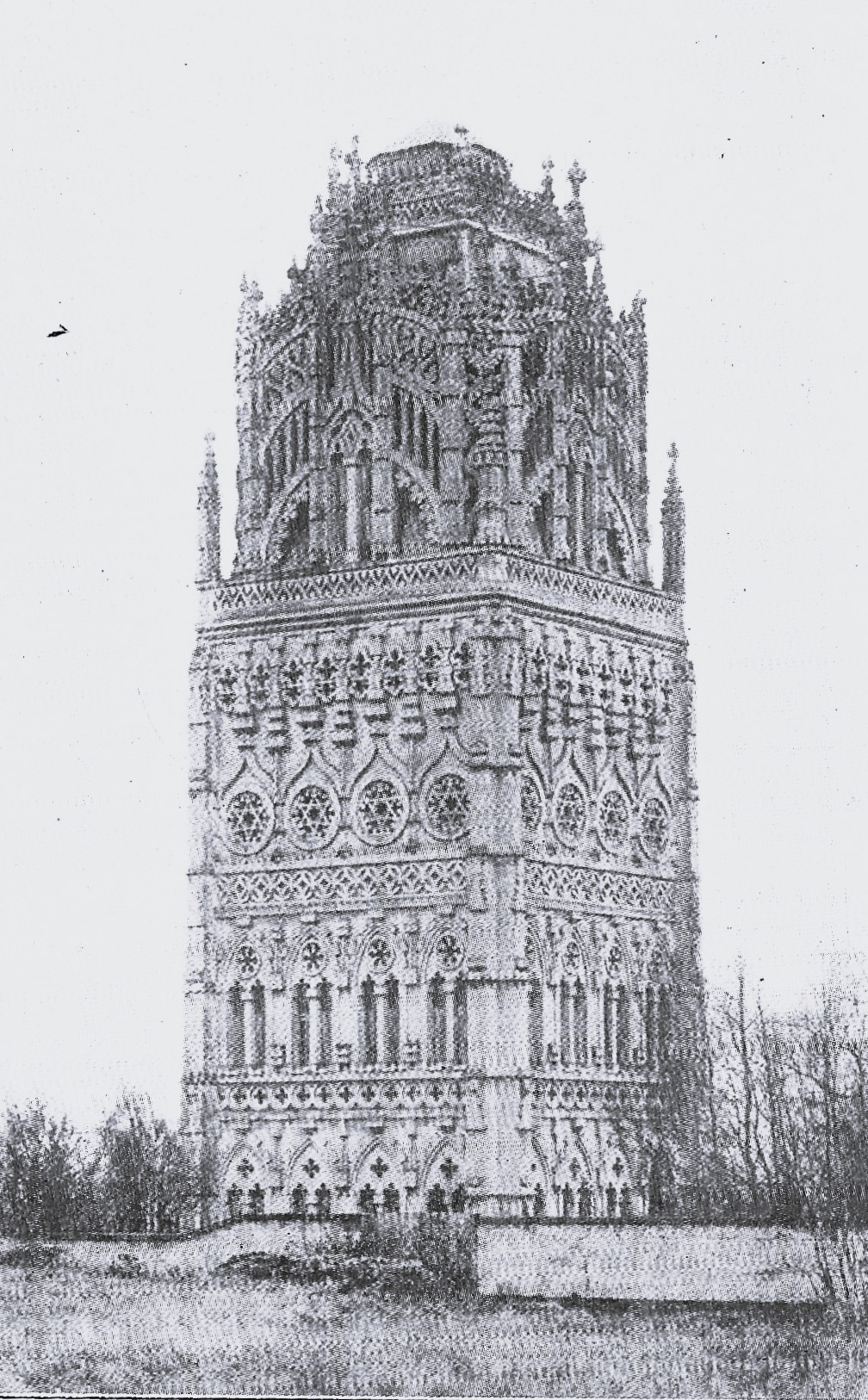
sua torre antes de explodir

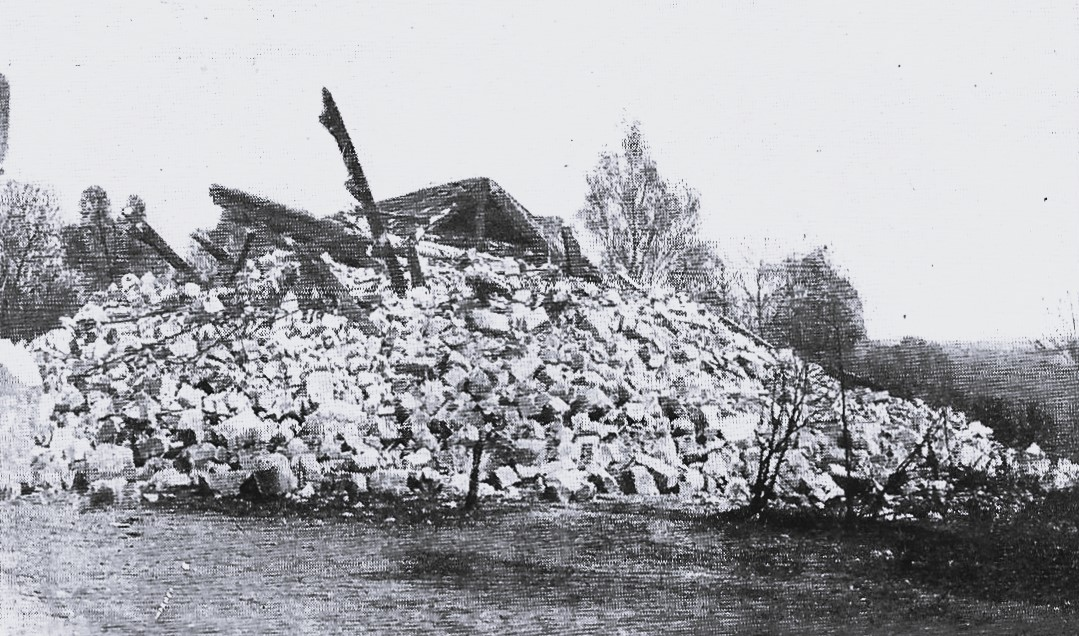
sua torre no dia seguinte à explosão em 21 de dezembro de 1914.